# Canthydrus morulus
Canthydrus morulus is een keversoort uit de familie diksprietwaterkevers (Noteridae). De wetenschappelijke naam van de soort werd in 1931 gepubliceerd door Joyce Omer-Cooper.